# جامع القيوم (الأنبار)
جامع القيوم من مساجد العراق الحديثة، ويقع في قضاء الرمادي في محافظة الأنبار، قرب مركز الشباب، والجامع مستلم من قبل ديوان الوقف السني في العراق وحالته مضبوطة، وبني في عام 1418 هـ/1998م، وشيد على نفقة المتبرع (خالد براكو عبد الرزاق)، وتبلغ مساحة الجامع 4000م2، ويحتوي الحرم على مصلى تبلغ مساحته حوالي 1000م2، ويتسع لأكثر من 1500 مصل. وتقام فيهِ صلاة الجمعة وصلاة العيدين والصلوات الخمس.
وتعلو المبنى قبة بنيت على الطراز المعماري الإسلامي. ولهُ منارة مئذنة صغيرة مصنوعة من الحديد، وتحيط الحرم النوافذ من كل جانب، ومقابل الحرم فسحة وطارمة مسقفة ذات أعمدة وأقواس، وأمامها حديقة واسعة.
ويحتوي الحرم على دار سكن وغرفتين إضافية للإمام والخطيب.